# Peikasjaure
Peikasjaure är en sjö i Kiruna kommun i Lappland och ingår i Torneälvens huvudavrinningsområde. Sjön har en area på 0,429 kvadratkilometer och ligger 678,1 meter över havet. Sjön avvattnas av vattendraget Peikasjåkkå.

## Delavrinningsområde
Peikasjaure ingår i det delavrinningsområde (763158-169493) som SMHI kallar för Mynnar i Råstätnos vattendragsyta. Medelhöjden är 715 meter över havet och ytan är 11,48 kvadratkilometer. Det finns inga avrinningsområden uppströms utan avrinningsområdet är högsta punkten. Peikasjåkkå som avvattnar avrinningsområdet har biflödesordning 4, vilket innebär att vattnet flödar genom totalt 4 vattendrag innan det når havet efter 489 kilometer. Avrinningsområdet består mestadels av kalfjäll (95 procent). Avrinningsområdet har 0,58 kvadratkilometer vattenytor vilket ger det en sjöprocent på 5,1 procent.